# Marić
Marić je često prezime u Hrvata, Srba i Bošnjaka. Marići u Hrvatskoj gotovo su u potpunosti Hrvati, većim dijelom iz istočne Hercegovine, a prema nekim izvorima iz Podravine ili Knina. U prošlom stoljeću relativno najviše hrvatskih stanovnika s ovim prezimenom rođeno je u Hercegovini (područje Mostara) i u Dobojskom Kraju, BiH (područje Doboja). U naseljima Goranci i Vrdi u Hercegovini svaki četvrti stanovnik prezivao se Marić.U Hrvatskoj danas živi oko 11200 Marića u 4500 domaćinstava. Sredinom prošlog stoljeća bilo ih je približno 4500, pa se njihov broj više nego udvostručio. Prisutni su u svim hrvatskim županijama, u 116 gradova i 747 manjih naselja, najviše u Zagrebu (2295), Slavonskom Brodu (730), Splitu (345), Zadru (315), te u Osijeku (305).
Najbolji sažetak o genezi i drugim interesantnim aspektima je sastavio Danilo Marić u svojoj knjizi Marići u Hercegovini.

## Vanjske poveznice
- Marići u Hercegovini